# Daniel Spoerri
Daniel Spoerri, nato Daniel Feinstein (Galați, 27 marzo 1930 – Vienna, 6 novembre 2024), è stato un danzatore, coreografo e pittore rumeno naturalizzato svizzero.

## Biografia

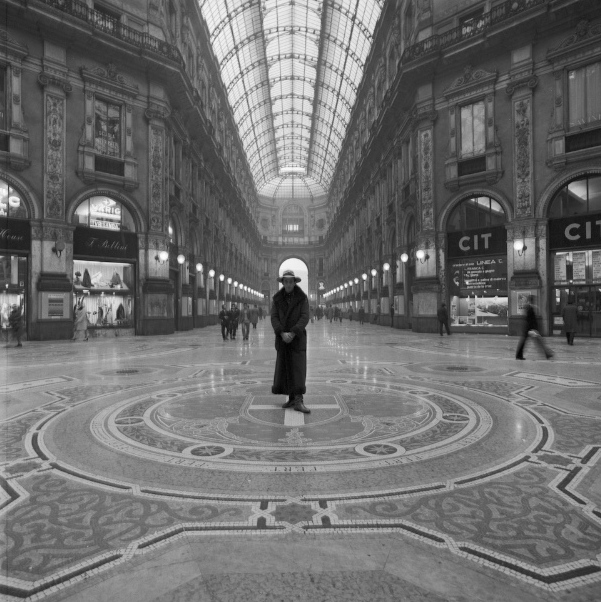
Ritratto fotografico di Daniel Spoerri, scattato a Milano da Lothar Wolleh

Nacque in Romania, da Isaac Feinstein, missionario della chiesa luterana norvegese, e da Lydia Feinstein-Spoerri, il cui cognome da nubile avrebbe poi adottotato come proprio nome d'arte.
Durante la guerra, nel 1942, il padre venne trucidato dai nazisti in Romania e la famiglia fu costretta a rifugiarsi in Svizzera, a Zurigo, dove il piccolo Daniel visse presso lo zio materno, Theophil Spoerri, rettore dell'Università di Zurigo.
Nella città svizzera iniziò a studiare danza, nel 1949, presso la Zürcher Theatertanzschule. A Zurigo incontrò André Thomkins e Serge Stauffer, esperto e traduttore di Marcel Duchamp. Nello stesso anno conobbe e divenne amico di Jean Tinguely e di Eva Aeppli.
Tra il 1952 e il 1954 frequentò i corsi di danza classica a Parigi e tra il 1954 e il 1957 fu danseur-étoile presso il Berner Stadttheater. Strinse legami di amicizia con Dieter Roth, Bernhard Luginbühl, Claus Bremer, André Thomkins e Meret Oppenheim. In quegli anni lavorò come guida turistica.
Nel frattempo iniziò l'attività di coreografo (Ballet en couleurs - 1955), di poeta, con la serie dei Poemi concreti e di regista. In ambito registico a Berna mise in scena Il desiderio acchiappato per la coda di Picasso nel 1956 e le prime assolute in lingua tedesca di La cantatrice calva di Ionesco e di La sonata e i tre signori di Jean Tardieu.
Tra il 1957 e il 1959 fu aiuto-regista presso il teatro di Darmstadt proseguendo la sua attività di poeta concreto, mentre conobbe e collaborò con Emmett Williams.
Trasferitosi nel 1959 a Parigi, entrò in rapporto con numerosi artisti operanti nella città tra cui Pol Bury, Jesús Rafael Soto, Marcel Duchamp, Man Ray e Robert Filliou.

Sempre a Parigi, fondò la casa editrice MAT (Multiplication d'art transformable) e iniziò la sua opera di artista figurativo: qui inventò i tableaux-pièges (Quadri-trappola), incollando su tavole gli oggetti quotidiani ammassati nella sua stanza d'albergo (la camera 13 dell'Hôtel Carcassonne, a Rue Mouffetard), che acquistano una presenza insolita nel passaggio dal piano orizzontale a quello verticale. Nel 1960 elaborò, con altri, il Manifesto del Nouveau Réalisme. A questo proposito dichiarò: 
La sua prima mostra individuale 1961 si svolse a Milano, curata da Arturo Schwarz.
L'anno dopo, il 1962, fu segnato dalla pubblicazione di Topographie anecdotée du hasard, nel quadro di un'esposizione alla Galerie Lawrence di Parigi. Si tratta della descrizione minuziosa di oggetti presenti sulla tavola della sua camera ed evocazione di ciò che suggeriscono.
Proseguì in questa ricerca di trasformazione del reale con i suoi Détrompe-l'œil, del 1963, nei quali gli oggetti della quotidianità stravolgono e mettono in discussione l'immagine alla quale sono connessi: per esempio in La Douche fissò una rubinetteria da stanza da bagno su un quadro che rappresenta un torrente di montagna. Intraprese quindi un'altra linea di ricerca, che lo condusse alla Eat Art: collezionò pasti alla Galerie J.
Con Robert Filliou, propose nel 1964 dei Pièges a parole, montaggi visivi che materializzano luoghi comuni e frasi fatte. Nello stesso anno visse a New York e prese contatto con gli artisti del gruppo di Fluxus.
Dopo due anni trascorsi nell'isola greca di Symi (nell'Egeo), aprì a Düsseldorf il ristorante Spoerri (18 giugno 1968) nel quale serviva cibo preparato da lui stesso. Nel 1970 aprì, nei locali sovrastanti il ristorante, la Eat Art Galerie, che fu anche l'editrice di numerose pubblicazioni sue e di altri artisti. Cominciò anche a praticare la scultura: la prima opera (un bronzo) si intitolava Santo Grappa. Altre forme d'arte derivate dal ristorante furono i quadri realizzati incollando sulla tavola i resti e i piatti sporchi, così come venivano lasciati dai clienti, le collezioni di ricette di cucina e stravaganti riti gastronomici che diventavano performance.
Evoluzione della Eat Art fu, agli inizi degli anni settanta, la creazione di Nature morte. Le opere degli anni precedenti furono in mostra in due retrospettive degli anni 1971 - 1972, ad Amsterdam, a Zurigo e a Parigi (Centre national d'art contemporain). Nel 1978 venne chiamato ad insegnare nella «Fachhochschule für Kunst und Gestaltung» di Colonia.
La scultura lo impegnò negli anni ottanta, iniziando con la mostra interamente dedicata alla Eat Art: «Eat Art Festival», presso la Maison de la Culture di Chalon-sur-Saône. Iniziò ad assemblare strumenti da cappellaio, attrezzature ortopediche e da macellaio in forma di idoli da parodia, alcuni dei quali vennero poi fusi in bronzo. Fu la fase che egli definì degli «oggetti etnosincretistici», riunenti maschere primitive, oggetti da mercato delle pulci e simboli religiosi occidentali, per deridere ogni fede e ogni convenzione artistica.
Nel 1983 fu nominato professore d'arte all'Ecole des Beaux-Arts di Brest e professore alla Kunstakademie di Monaco, dove organizzò una serie di conferenze dal titolo «Spoerri presents ...» a cui invitò Christo, Lily Fischer, Karl Gerstner, Bernhard Luginbühl, Hermann Nitsch, Fritz Schwegler, Oswald Wiener, Jean Tinguely e Roland Topor.
La carriera accademica proseguì e nel 1987 fu professore esterno alla «Hochschule für Angewandte Kunst» di Vienna, ma nel 1989 abbandonò la cattedra di Monaco per dedicarsi completamente alla propria creatività.
Dal 1989 visse frequentemente in Italia, prima ad Arcidosso e poi a Seggiano (in provincia di Grosseto), dove cominciò a costruire un parco-museo dove raccolse opere proprie e di suoi amici artisti. Nacque così il Giardino di Daniel Spoerri, dal 1997 sotto l'egida della Fondazione «Hic terminus haeret - Il Giardino di Daniel Spoerri». L'artista lasciò Parigi per vivere stabilmente nel paese toscano. Nel 2005 ricevette la cittadinanza onoraria da parte del comune di Seggiano.
Ancora nell'ambito della Eat Art si collocò nel 1992 l'ideazione del ristorante costituente il centro del Padiglione della Svizzera all'Esposizione universale di Siviglia.
Nel 1993 la Francia lo insignì del «Grand Prix National de la Sculpture».
Nel 1972, il Centro Nazionale d'Arte Contemporanea di Parigi gli dedicò una retrospettiva. Nel 1990 il Centre Georges Pompidou organizzò a Parigi la prima mostra retrospettiva, dopo quella del 1972, in onore dei 30 anni di carriera dell'artista: Daniel Spoerri - Retrospective. Per l'esposizione vennero selezionate 150 opere; dopo la capitale francese, la mostra fu portata in altre importanti città europee, nello specifico ad Antibes, Monaco, Vienna, Ginevra e Soletta.
Il 1991 fu l'anno in cui venne organizzata la mostra Corps en morceaux presso la Galleria Raab di Berlino.
Nel 2007 iniziò a realizzare i primi Faux Tableaux-piège (Falsi Quadri-trappola), tavoli appositamente studiati nella loro composizione, al contrario dei Tableaux-pièges i cui oggetti sono disposti in un ordine puramente casuale. I Faux Tableaux-piège sono creazioni realizzate ad hoc, che traggono ispirazione da determinate persone e sono a loro dedicate.
L'anno successivo, gli venne conferito il premio Ambrogino d'oro, onorificenza per meriti culturali della città di Milano. Inoltre nello stesso anno ricevette in Germania anche il premio culinario Eckhart Witzigmann Preis, riconosciutogli per i suoi meriti con la Eat Art.
Del 2017 fu la mostra Autour du Nouveau Réalisme. Daniel Spoerri - Les dadas des deux Daniel, presso il museo Les Abattoirs Les Abattoirs di Tolosa.
Successivamente ebbe luogo alla WeGallery di Berlino la mostra Daniel Spoerri. "Nil mors est ad nos": oder der Tod betriff uns nicht.
In ottobre la galleria Boxart di Verona inaugurò una personale di D.S. intitolata Riordinare il mondo di cui Marco Bazzini fu il curatore. 
La sera dell'inaugurazione venne organizzato dalla galleria un Banchetto Palindromo al Palazzo dei Mutilati di Verona.